# سرادية
سرادية أو شيراتس (بالبولندية: Sieradz، اللفظ البولندي: [ˈɕerat͡s] ؛ اللاتينية: Siradia؛ الألمانية: 1941-45 Schieratz) هي مدينة تقع على نهر فارتا في وسط بولندا، بلغ عدد سكانها 40,891 نسمة في 2021. وهي مقر مقاطعة سرادية التي تتبع محافظة وودج. سرادية هي عاصمة أرض سرادية التاريخية.
سرادية هي واحدة من أقدم المدن في بولندا. كانت مدينةً مهمةً في بولندا في العصور الوسطى، وكانت ثلاث مرات موقعًا لانتخاب الملوك البولنديين. ترأس الملوك البولنديون ستة جمعيات من هنا. تاريخيًا، كانت عاصمة دوقية سرادية (1269-1339) ، ومحافظة سرادية (1339-1793)، ومحافظة سرادية (1975-1998). تقع على طريق أبطال معركة وارسو 1920، الطريق السريع الرئيس الذي يربط فروتسواف مع وودج ووارسو وبياويستوك.